# XIXe législature du royaume d'Italie
La XIXe législature du royaume d'Italie (en italien : La XIX Legislatura del Regno d'Italia) est la législature du royaume d'Italie qui a été ouverte le 10 juin 1895 et qui s'est fermée le 2 mars 1897. 

## Gouvernements
- Gouvernement Crispi III
  - Du 15 décembre 1893 au 10 mars 1896
  - Président du conseil des ministres : Francesco Crispi (Gauche historique)
- Gouvernement di Rudinì II
  - Du 10 mars 1896 au 11 juillet 1896
  - Président du conseil des ministres :  Antonio Starabba (Droite historique)
- Gouvernement di Rudinì III
  - Du 11 juillet 1896 au 14 décembre 1897
  - Président du conseil des ministres : Antonio Starabba (Droite historique)

## Président de la chambre des députés
- Tommaso Villa
  - Du 10 juin 1895 au 2 mars 1897

## Président du sénat
- Domenico Farini
  - Du 10 juin 1895 au 2 mars 1897